# 拉門山
46°9′16.3″N 7°53′40.3″E / 46.154528°N 7.894528°E
拉門山（Lammenhorn），是瑞士的山峰，位於該國南部，由瓦萊州負責管轄，屬於本寧阿爾卑斯山脈的一部分，海拔高度3,190米，每年平均降雨量1,585毫米。

## 外部連結
- Lammenhorn on Hikr （页面存档备份，存于）